# John Vorrasi
John Fredrick Vorrasi (* 26. Mai 1948 in Rochester (New York); † 23. Februar 2015 in Chicago) war ein US-amerikanischer Sänger (Tenor).

## Leben
Vorrasi wurde als Opern- und Konzertsänger bekannt. Er trat u. a. am Chicago Opera Theatre, beim Aldeburgh Festival, Spoleto Festival und dem Internationalen Musikfestival in Genf auf. Bei Konzerten wurde er u. a. von William Ferris, Lee Hoiby und Ned Rorem begleitet. Neben Sendern aus Chicago übertrugen u. a. die BBC und Radio Vatikan Auftritte Vorrasis. Unter der Leitung des Komponisten sang er in Chicago in den Erstaufführungen von Gian Carlo Menottis Oper The Egg und der Messe O Pulchritudo.
Mit William Ferris gründete er die 1971 die William Ferris Chorale, für die er als künstlerischer Leiter, Tenorsolist, Geschäftsführer und Verantwortlicher für Öffentlichkeitsarbeit wirkte. Zudem war er auch als Librettist (für Ferris), Übersetzer (für William Mathias), Essayist und Verfasser von Liner Notes aktiv. Aufnahmen Vorrasis erschienen u. a. bei den Labels Cedille, CRI, Musical Arts Society, New World und WFC Live.
Er war Mitglied des Ritterordens vom Heiligen Grab zu Jerusalem; zuletzt im Rang eines Offiziers.